# Ceriagrion suave
Ceriagrion suave là một loài chuồn chuồn kim trong họ Coenagrionidae.
Loài này được xếp vào nhóm Loài ít quan tâm trong sách Đỏ của IUCN năm 2009.
Ceriagrion suave được Ris miêu tả khoa học năm 1921.